# Кескен-Таш
Кескен-Таш (кирг. Кескен-Таш) — село в Кадамжайском районе Баткенской области Кыргызстана. Входит в состав айылного аймака Орозбеков.

## География
Село расположено в восточной части области, на правом берегу реки Шахимардан, на расстоянии приблизительно 9 километров (по прямой) к юго-юго-востоку от города Кадамжай, административного центра района. Абсолютная высота — 1265 метров над уровнем моря.

## Население
Согласно оценочным данным Национального статистического комитета Кыргызской Республики, численность населения села на начало 2023 года составляла 1675 человек.
| год     | 2009 | 2014 | 2015 | 2020 | 2021 | 2023 |
| ------- | ---- | ---- | ---- | ---- | ---- | ---- |
| человек | 1121 | 1714 | 1433 | 1582 | 1662 | 1675 |